# Heini Klopfer

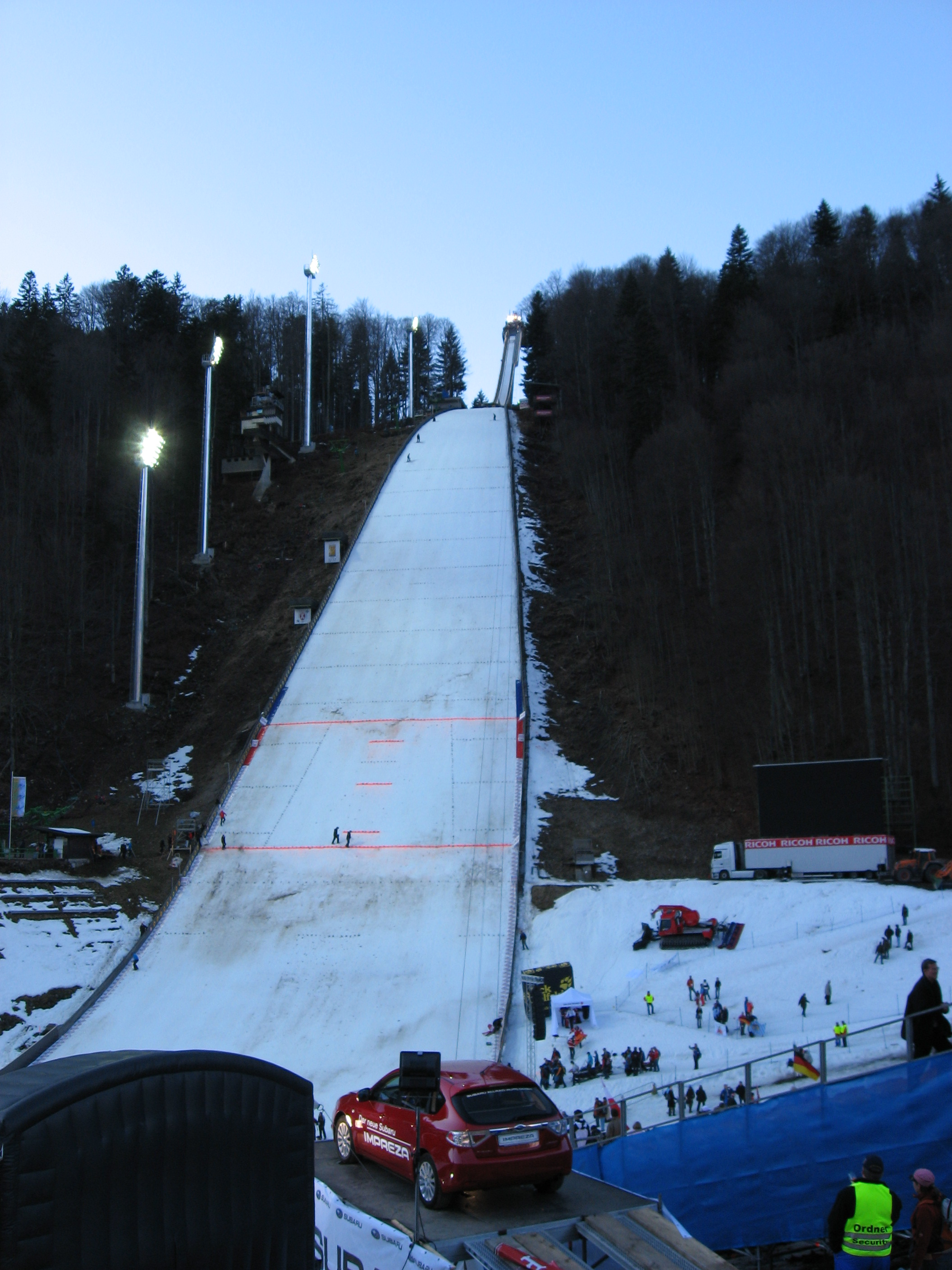
Heini-Klopfer-backen 2008

Heini Klopfer, född 3 april 1918 i Immenstadt im Allgäu i Bayern, död 18 november 1968 i Oberstdorf, var en tysk arkitekt och backhoppare. I backhoppningen representerade han SC Oberstdorf.

## Karriär
Heini Klopfer tillhörde "Oberstdorf-trion", backhopparna Klopfer, Toni Brutscher och Sepp Weiler, som mot slutet av 1940-talet och i början av 1950-talet dominerade internationell backhoppning. Möjligheten för internationell framgång i mästerskap fråntogs dock, bland annat av den anledningen att de tyska idrottare inte fick delta i de olympiska vinterspelen 1948 i St. Moritz i Schweiz och andra internationella tävlingar, strax efter andra världskriget. I den inofficiella backhopparveckan 1952 blev Klopfer nummer 9 i Oberstdorf och nummer 17 sammanlagt. I den första officiella tysk-österrikiska backhopparveckan 1953 startade inte Klopfer grundat skada och säsongen 1953/1954 kvalificerade han sig inte.
Efter gymnasieexamen från Oberstdorf Oberrealschule och krigstjänst i Ryssland studerade Klopfer arkitektur vid tekniska högskolan i Darmstadt. På grund av uteslutningen av tyska idrottare efter andra världskriget väcktes idén att bygga en egen backe. Med hjälp av sina kamrater i Oberstdorf-trion" och Max Bolkart konstruerades och restes skidflygningsbacken, som numera är känd som Heini Klopfer-backen, i Oberstdorf 1950. Den internationella backhoppningsmiljön blev strax medvetna om den unga arkitekten och Klopfer blev snart den mest eftertraktade konstruktören av hoppbackar. Han arbetade bland annat för Internationella Skidförbundet (FIS) och konstruerade runt 250 hoppbackar runtom i världen. Han konstruerade bland annat hoppbackarna som användes i de olympiska vinterspelen 1960 (i Squaw Valley i USA), 1964 (i Innsbruck och Seefeld in Tirol i Österrike, 1968 i (Grenoble i Frankrike) och 1972 (i Sapporo i Japan). Han var även rådgivare då Holmenkollen i Oslo byggdes om inför Skid-VM 1966.
Omedelbart efter att han hade inspekterat skidflygningsbacken i Planica, i dåvarande Jugoslavien november 1968, dog han av hjärtsvikt i Oberstdorf, vid 50 års alder.